# Jessica Zelinka
Jessica Zelinka (London, 3 september 1981) is een Canadees atlete, die gespecialiseerd is in de zevenkamp en 100 meter horden.
Op de Olympische Zomerspelen van Peking en de Olympische Zomerspelen van Londen nam zij voor Canada deel op het onderdeel zevenkamp. Ook behaalde ze een zilveren medaille op de 100 meter horden in 2012.
Zelinka is getrouwd met waterpolospeler Nathaniel Miller.
- World Athletics: 14266918